# Absolution (album)
Absolution è il terzo album in studio del gruppo musicale britannico Muse, pubblicato il 29 settembre 2003 dalla Taste Media.

## Descrizione
Rich Costey inizia a produrre Absolution dopo che i brani Blackout e Butterflies & Hurricanes furono registrati con Paul Reeve, coproduttore di Showbiz, e John Cornfield, produttore di Showbiz e Origin of Symmetry. Come l'album precedente, Absolution contiene influenze di compositori classici tra i quali Rachmaninov e Samuel Barber mentre in alcune canzoni vengono introdotti suoni più elettronici come in Endlessly e The Small Print.

## Promozione
In contemporanea all'uscita dell'album, è stata pubblicata un'edizione speciale comprendente un DVD aggiuntivo che racchiude in 40 minuti il dietro le quinte della realizzazione di Absolution, oltre anche ad alcune foto. Pochi mesi più tardi venne pubblicata un'edizione limitata riservata al mercato australiano che prevedeva un secondo disco contenente alcune tracce dal vivo.
Inoltre, il retro delle copie iniziali dell'album presentavano un errore di ordine di tracce, ovvero l'inversione di Interlude con Hysteria.
Il 18 agosto 2009, per commemorare il decimo anniversario dalla pubblicazione di Showbiz, Absolution fu ripubblicato in Europa e nell'America Settentrionale nel formato doppio LP sotto l'etichetta Warner Music Group.

## Tracce
Testi di Matthew Bellamy, musiche di Matthew Bellamy, Dominic Howard e Chris Wolstenholme.
1. Intro – 0:22
2. Apocalypse Please – 4:12
3. Time Is Running Out – 3:56
4. Sing for Absolution – 4:54
5. Stockholm Syndrome – 4:58
6. Falling Away with You – 4:40
7. Interlude – 0:37
8. Hysteria – 3:47
9. Blackout – 4:22
10. Butterflies & Hurricanes – 5:01
11. The Small Print – 3:28
12. Endlessly – 3:49
13. Thoughts of a Dying Atheist – 3:11
14. Ruled by Secrecy – 4:54

Edizione giapponese
1. Fury – 5:02
2. Endlessly – 3:49
3. Thoughts of a Dying Atheist – 3:11
4. Ruled by Secrecy – 4:54

The Making of Absolution – DVD bonus presente nell'edizione speciale
1. Making Of – 34:21
2. Photos Left – 1:07
3. Photos Up – 0:41
4. Photos Right – 1:29
5. DVD Credits – 0:16

CD bonus nell'Australian Tour Edition
1. Stockholm Syndrome (Live) – 7:14
2. New Born (Live) – 6:11
3. Muscle Museum (Live) – 4:18
4. Hysteria (Live) – 4:14
5. Bliss (Live) – 4:01
6. Time Is Running Out (Live) – 4:06

CD/LP bonus nella XX Anniversary
1. Apocalypse Please (Vocals and Keyboard Only)
2. Time Is Running Out (Recorded Live at the Wiltern Theater 2004)
3. Sing for Absolution (Recorded Live at the Antic Arena Vienne 2004)
4. Falling Away with You (Demo 2002)
5. Hysteria (Demo 2002)
6. Hysteria (Recorded Live at Earlus Court 2004)
7. Blackout (Recorded Live at the Antic Arena Vienne 2004)
8. Butterflies & Hurricanes (Vocal Keyboard and Strings Only)
9. Endlessly (Recorded Live at the Columbiahalle Berlin 2003)
10. Thoughts of a Dying Atheist (Recorded Live at the Wiltern Theater 2004)
11. Ruled by Secrecy (Vocals and Keyboard Only)

## Formazione
Gruppo
- Matthew Bellamy – voce, chitarra, tastiera, arrangiamento strumenti ad arco
- Chris Wolstenholme – basso, cori
- Dominic Howard – batteria, percussioni

Altri musicisti
- Audrey Riley – arrangiamento strumenti ad arco
- Paul Reeve – campionamenti vocali (traccia 1), cori aggiuntivi (tracce 9 e 10)
- Spectrasonic's Symphony of Voices – campionamenti vocali (tracce 5 e 12)

Produzione
- Rich Costey – produzione (eccetto tracce 9 e 10), missaggio, ingegneria del suono, produzione e ingegneria del suono aggiuntive (traccia 10)
- Muse – produzione
- Paul Reeve – produzione (tracce 9 e 10)
- John Cornfield – produzione e ingegneria del suono (tracce 9 e 10)
- Wally Gagel – ingegneria del suono, montaggio digitale, ingegneria del suono aggiuntiva (traccia 10)
- Howie Weinberg – mastering
- Roger Lian – montaggio digitale
- Ciaran Bradshow – assistenza tecnica
- Adam Noble – assistenza tecnica
- Darren Mora – assistenza tecnica
- Jason Gossman – assistenza tecnica
- Donald Clark – assistenza tecnica
- Tom Joyce – assistenza tecnica
- Safta Jaffery – produzione esecutiva
- Dennis Smith – produzione esecutiva
- Storm Thorgerson – copertina
- Dan Abbott – copertina
- Rupert Truman – fotografia
- Sean Winstanley – fotografia
- Perou – fotografia

## Classifiche
| Classifica (2003) | Posizione massima |
| ----------------- | ----------------- |
| Australia         | 21                |
| Austria           | 5                 |
| Belgio (Fiandre)  | 7                 |
| Belgio (Vallonia) | 2                 |
| Danimarca         | 28                |
| Finlandia         | 12                |
| Francia           | 1                 |
| Germania          | 11                |
| Italia            | 4                 |
| Norvegia          | 5                 |
| Nuova Zelanda     | 17                |
| Paesi Bassi       | 2                 |
| Portogallo        | 7                 |
| Regno Unito       | 1                 |
| Spagna            | 100               |
| Stati Uniti       | 107               |
| Svizzera          | 3                 |